# Mongolscy arcymistrzowie szachowi
Lista mongolskich szachistów, posiadających tytuły arcymistrzów (GM) i arcymistrzyń (WGM), zarówno w grze klasycznej, korespondencyjnej, kompozycji szachowej, jak i w rozwiązywaniu zadań szachowych oraz tytuły arcymistrzów honorowych (HGM), przyznawanych za osiągnięcia w przeszłości. Obejmuje także zawodników, którzy barwy Mongolii reprezentowali tylko w pewnym okresie swojego życia.

## Szachy klasyczne

### arcymistrzowie
| Zawodnicy                | Rok urodzenia | Rok śmierci | Rok nadania | Uwagi |
| ------------------------ | ------------- | ----------- | ----------- | ----- |
| Cegmedijn Batczuluun     | 1987          |             | 2012        |       |
| Badzaryn Chatanbaatar    | 1973          |             | 1999        |       |
| Bayarsaikhan Gundavaa    | 1989          |             | 2013        |       |
| Daszdzewegijn Szarwdordż | 1974          |             | 1999        |       |

### arcymistrzynie
| Zawodniczki              | Rok urodzenia | Rok śmierci | Rok nadania | Uwagi                  |
| ------------------------ | ------------- | ----------- | ----------- | ---------------------- |
| Tüwszintögsijn Batczimeg | 1986          |             | 2009        |                        |
| Altanulzii Enkhtuul      | 1994          |             | 2014        |                        |
| Batchujagijn Möngöntuul  | 1987          |             | 2003        | +mistrz międzynarodowy |